# TinyMCE
TinyMCE (англ. Tiny Moxiecode Content Editor) — платформонезависимый JavaScript HTML WYSIWYG редактор на основе Web. К основным характеристикам программы относятся поддержка тем/шаблонов, языковая поддержка и возможность подключения модулей (плагинов). Используется в различных системах управления содержимым (CMS).
Редактор позволяет вставлять рисунки, таблицы, указывать стили оформления текста, видео.
Заявлена поддержка следующих браузеров:
- Internet Explorer - начиная с версии 8+;
- Mozilla Firefox - начиная с версии 3.0+;
- Opera - начиная с версии 11.0+;
- Safari - начиная с версии 5+;
- Google Chrome - начиная с версии 1.0+;